# Schieren (Luksemburg)
Schieren − gmina (gemeng / commune / Gemeinde) w środkowym Luksemburgu, w kantonie Diekirch. Do 3 października 2015 gmina leżała w dystrykcie Diekirch. Siedziba administracyjna gminy znajduje się w miejscowości Schieren.  

## Podział administracyjny
Do gminy należy dziewięć miejscowości, w tym trzy (Uertschaft) oraz sześć lieu-dit:
1. Birkenhof (Bierkenhaff), lieu-dit
2. Birtrange (Biertreng / Birtringen)
3. Colmar-Pont (Colmer Bréck / Colmar-Brücke)
4. Mathieuhof (Matgeshaff), lieu-dit
5. Niederschieren (Nidderschieren), lieu-dit
6. Oberschieren (Uewerschieren), lieu-dit
7. Pleter (Pléiter), lieu-dit
8. Schieren
9. Schieren-Moulin (Schierener Millen), lieu-dit

## Transport
Znajduje się tutaj stacja kolejowa Schieren.